# Mr. Marcus
Mr. Marcus es el nombre artístico de Jesse Spencer (Pomona, California, 4 de septiembre de 1970), un actor pornográfico estadounidense retirado. En 2012 estuvo involucrado en un caso de sífilis ocurrido en California.
Previo a su ingreso a la industria del porno, Mr. Marcus trabajó como conductor de camiones. Comenzó su trayectoria en el porno en 1994. Se retiró en 2015. Tiene dos hijos.

## Premios y nominaciones
- 1998 XRCO Award - Male Performer of the Year[1]
- 1999 AVN Award – Best Group Sex Scene, Film (The Masseuse 3)[2]
- 2001 XRCO Award – Best Threeway Sex Scene (Up Your Ass 18)[1]
- 2003 AVN Award – Best Supporting Actor, Film (Paradise Lost)[2]
- 2006 XRCO Hall of Fame inductee[3][4]
- 2009 AVN Hall of Fame inductee[5]
- 2009 AVN Award – Best Couples Sex Scene (Cry Wolf)[6]
- 2009 Urban X Award – Crossover Male[7]
- 2009 Urban X Award – Male Performer of the Year[7]
- 2010 AVN Award – Best Double Penetration Sex Scene (Bobbi Starr & Dana DeArmond's Insatiable Voyage)[8]